# Stephanos Lekapenos
Stephanos Lekapenos (eigenlijk Lakapenos; Grieks: Στέφανος Λακαπήνος) (? - na 945) was van 924 tot 945 medekeizer van Byzantium.

## Leven
Stephanos was de tweede zoon van Romanos I Lekapenos, die in 919 medekeizer werd naast de legitieme heerser Constantijn VII Porphyrogennetos en in 921 diens plaats als "hoofdkeizer" innam. Romanos riep in datzelfde jaar zijn oudste zoon Christophoros († 931) uit tot medekeizer. Drie jaar later viel deze eer ook Stephanos en zijn jongere broer Constantijn (VIII) te beurt.
Stephanos en Constantijn waren berucht om hun morele verval, omkoopbaarheid en neiging tot intrigeren. In 943 complotteerden ze tegen de veldheer Johannes Kourkouas en wisten ze te voorkomen dat diens dochter Euphrosyne met Romanos' kleinzoon - de zoon van Constantijn VII - Romanos huwde. Een jaar later vervingen ze de belangrijkste veldheer van de eeuw, Romanos, door een incompetente verwant, een zekere Pantherios.
Romanos Lekapenos, bij wie de jaren begonnen te tellen, liet zich steeds meer door zijn zoons beïnvloeden. In zijn testament stelde hij echter nadrukkelijk dat Constantijn Porphyrogennetos na zijn dood de hoogste rang in het rijk zou bekleden. De broers, die van Constantijn VII weinig goeds te verwachten hadden, dwongen hun zieke vader daarom in 944 in een klooster. Ze hadden de situatie echter verkeerd ingeschat: bij hun terugkeer in Constantinopel eiste het volk de hoogste rang voor de legitieme keizer Constantijn VII. Stephanos en Constantijn moesten dit wel aanvaarden, maar werden in 945 wegens het beramen van een complot tegen Constantijn VII gearresteerd en naar het klooster op het eiland Proti verbannen, waar ook hun vader verbleef. Later werd Stephanos overgeplaatst naar het eiland Prokonnesos, vervolgens naar Rodos en uiteindelijk naar Lesbos. Zijn zoon Romanos was eunuch en werd na de val van de Lekapenen sebastophoros.